# Mała Wierzyca
Mała Wierzyca (w górnym biegu Kamionka, w środkowym biegu Kacinka, kaszb. Kaczënka) – rzeka, lewostronny dopływ Wierzycy o długości 34,6 km. Płynie przez Pojezierze Kaszubskie. 
Przepływa przez Jezioro Polaszkowskie ("Polaszkowski Obszar Chronionego Krajobrazu"), południkowo przez Stare Polaszki i Pałubin, następnie pod trasą drogi wojewódzkiej nr 214 i uchodzi do Wierzycy na wschód od Zamku Kiszewskiego.